# Raquel Martínez-Gómez
Raquel Martínez-Gómez López (Albacete, 1973) es una escritora e investigadora española, ganadora del Premio de Literatura de la Unión Europea en 2010 y del Premio de Novela Histórica del Instituto Nacional de Antropología e Historia de México en 2018. Su última novela es La máscara del rey maya (Planeta, 2023).

## Biografía
Nació en Albacete en 1973. Comenzó a cultivar la literatura desde la niñez. Doctorada en Ciencias de la Información por la Universidad Complutense de Madrid, se especializó en Relaciones Internacionales.
Obtuvo el máster en Literatura Moderna Contemporánea, Cultura y Pensamiento por la Universidad de Sussex en Reino Unido. Además de en España, ha vivido en México, Uruguay y Reino Unido. También ha realizado estancias universitarias o literarias en Canadá, Argentina o Cuba.
En su faceta literaria ha sido galardonada con diversos premios entre los que destaca el Premio de Literatura de la Unión Europea de 2010 por su novela Sombras de Unicornio. Dicha novela también fue galardonada con el Ateneo Joven de Sevilla en 2007.  En 2018 su novela Los huecos de la memoria fue galardonada con el Premio de Novela Histórica Antonio García Cubas del Instituto Nacional de Antropología e Historia (INAH) de México. También escribe poesía. 
Desde 2015 cuenta con el blog literario Ceniza de ombú, título de su última novela publicada. La novela fue seleccionada por el Plan Ceibal para participar en el programa Biblioteca País de Uruguay.